# Ennio Porrino
Ennio Porrino (Cagliari, 20 de enero de 1910 - Roma, 25 de septiembre de 1959) fue un compositor italiano.

## Biografía
Antes de recibir sus diplomas en las escuelas J. Mulé y C. Dobici, en Roma, ya había vencido en el concurso (1929) que el Governatorio había overt para premiar cantos escolares.
En 1931 consiguió una recompensa del Giornale della Domenica, para algunas canciones. Con su poema sinfónico Tartarin de Tarascón fue laureado en un concurso de la Academia de Santa Cecilia, y su poema sinfónico Cerdeña fue acogido y ejecutado en el Festival de Música moderna de Hamburgo.
En 1934 recibió otro premio con su obra Cantos de la Esclavitud y consiguió las recompensas anuales del Curso de Perfeccionamiento en la Escuela Ottorino Respighi y de la real Academia de Italia.
Es autor asimismo de varias obras de piano y de canto. Entre sus últimas producciones si cuentan: Canti di Stagione, para voz y orquesta de cámara; un curioso Concertino, para trompeta y orquesta; la música para el filme Comic Nera, y la recolección y armonización de melodías populares.
- Datos: Q3725498